# Смовженко Тамара Степанівна
Смовженко Тамара Степанівна (7 серпня 1951 с. Якимів, Кам'янка-Бузький район, Львівська область) — ректор Університету банківської справи Національного банку України.

## Життєпис
Народилась 7 серпня 1951 року у селі Якимів Кам'янко — Бузького району Львівської області. Батько, Степан Бутрин, був правоохоронцем, а мати, Марія Бутрин, працювала акушером.
Має дві вищі освіти: у 1973 році закінчила Національний університет «Львівська політехніка» (факультет технології органічних речовин, спеціальність «Хімічна технологія переробки нафти і газу»), здобувши фах інженера (хіміка-технолога), після цього у 1980 — закінчила Львівську комерційну академію за спеціальністю економіст.
Кар'єру розпочала у 1974 році у Львівському обліково —кредитному технікумі, де працювала спочатку комсоргом, з 1980-го  — викладач, завідувачем облікового відділення.
З 1983 по 1989  — на партійній роботі.
З 1989 року  — директор Львівського обліково-кредитного технікуму, з 1992-го  — технікуму банківської справи, з 1995-го банківського коледжу, а з 2000-го  — ректор банківського інституту.
У 1994 році присвоєно науковий ступінь кандидата економічних наук Інституту регіональних досліджень НАН України. Тема кандидатської дисертації «Економічні та організаційні методи регулювання ринку акціонерної власності на прикладі промислових акціонерних товариств».
У 1998 році їй присвоєно вчене звання доцента кафедри економіки, фінансів та обліку Національного університету «Львівська політехніка»
У 2002 році захистила докторську дисертацію на тему «Організаційно-економічна політика сприяння розвиткові підприємництва та її реалізація» і здобула науковий ступінь доктора економічних наук ]] Інституту регіональних досліджень НАН України.
У 2004 році присвоєно вчене звання професора.
У 2005 році запрошено стати дійсним членом Міжнародного клубу ректорів в Оксфорді. На останньому засіданні Міжнародного клубу ректорів (штаб-квартира в м.Оксфорді) в березні 2006 року Смовженко Т. С. удостоєна звання «Почесного професора Міжнародного Віденського університету».
У 2006 році була призначена керівником новоствореного Університету банківської справи НБУ у столиці, який об'єднав три профільні регіональні інститути НБУ: Харківський інститут банківської справи, Львівський інститут банківської справи, Черкаський інститут банківської справи та магістерський центр у Києві.
Чоловік Микола, син Сергій. Онуки Анастасія та Юлія. Вільний час проводить у колі сім'ї та друзів. Захоплюється музикою і живописом.

## Наукова діяльність
Опублікувала понад 100 наукових праць. Є автором і співавтором понад 150 наукових праць, навчальних посібників, рекомендованих Міністерством освіти і науки України, методичних розробок, наукових статей і публікацій, монографій.
Підготувала десяток кандидатів економічних наук.

## Громадська діяльність
З її ініціативи у кризові роки розпочато реалізацію загальноукраїнського благодійного «Аукціону надій» для порятунку української дерев'яної церкви і створення першого в Україні Храму Пам'яті. Також метою заходу було прагнення привернути увагу до забруднення навколишнього середовища.
Від імені УБС звернулася до всесвітнього комітету ООН із захисту прав на воду із закликом проголосити 2010-й роком порятунку малих річок.

## Нагороди та відзнаки
За плідну громадську та наукову діяльність Т. С. Смовженко відзначена багатьма нагородами:
- Почесна Грамота Правління Національного банку України (1996);
- Грамота Міністерства освіти України (1997);
- Грамота управління освіти Львівської облдержадміністрації (1997, 1998);
- Грамота Львівського обласного спортивного клубу «Гарт»;
- Відзнаки МОН України: Нагрудний знак «Відмінник освіти України» (1999) та Нагрудний знак «За наукові досягнення»;
- Золота і срібна відзнака ВАТ «Державний ощадний банк України» за особистий внесок у розвиток банківської системи України;
- Кавалер бронзового та срібного пам'ятних знаків «Національний банк України» (2001);
- Огієнківська премія в галузі освіти (2002);
- Орден княгині Ольги II та III ст. (2001, 2006);
- Огієнківська премія в галузі освіти (2002);
- Медаль «Народна шана працівникам банківської системи»;
- Нагорода «Галицький лицар» у номінації «Науковець» (2006);
- Відзнака «Патріот України — 2008»;
- «Пані Банкір — 2010»;
- Лауреат міжнародної нагороди Об'єднаної Європи «THE UNITED EUROPE» (за вагомий внесок у розвиток європейської інтеграції в галузі науки та освіти, Лондон;
- Лауреат міжнародного ордена ім. Луки Пачолі;
- «Найкращий підприємець року» за версією Європейської бізнес-асамблеї у 2010 році;
- 20 травня 2015 року мер міста Львова Андрій Садовий вручив «Золотий герб міста Львова».

## Основні публікації
- Смовженко Т. С. Державна політика сприяння розвиткові підприємництва: Монографія / Інститут регіональних досліджень НАН України.  — Львів: Вид-во ЛБІ НБУ, 2001.  — 464 с.
- Смовженко, Тамара Степанівна. Банки Львова: минуле і сучасне: Монографія / Тамара Степанівна Смовженко, Ярослав Васильович Грудзевич, Зоряна Михайлівна Комаринська, Степан Богданович Хамуляк, Марія Павлівна Могильницька; В.о. НАН України. Ін-т регіон. дослідж., Львів. банків. ін-т ; За ред. Ярослав Васильович Грудзевич, Зоряна Михайлівна Комаринська.  — Львів: ЛБІ НБУ, 2002.  — 223 с.  — ISBN 966-7330-51-6
- Смовженко, Тамара Степанівна. Становлення і розвиток ощадної справи в Україні. (Друга половина XVIII-початок XXI ст.): Монографія / Тамара Степанівна Смовженко, Василь Данилович Буряк, Анатолій Іванович Медвідь, Григорій Павлович Ханас, Зоряна Михайлівна Комаринська; В.о. ВАТ «Державний ощадний банк України», Львів. банків. ін-т ; За ред. Тамара Степанівна Смовженко.  — Львів: ЛБІ НБУ, 2003.  — 216 с.  — ISBN 966-7330-68-0
- Смовженко, Тамара Степанівна. Новий етап розвитку банківської системи України: зростання участі іноземних інвесторів: монографія / Тамара Степанівна Смовженко, Олександр Іванович Кірєєв, Олексій Олександрович Другов, Віталій Васильович Рисін, Анжела Ярославівна Кузнєцова; В.о. Нац. банк України, Ун-т банків. справи; За наук. ред. Тамара Степанівна Смовженко.  — К. : УБС НБУ, 2008.  — 231 с. ISBN 966-484-036-8
- Смовженко, Тамара Степанівна. Антикризове управління стратегічним розвитком банку: монографія / Тамара Степанівна Смовженко, Олександр Миколайович Тридід, Вікторія Яківна Вовк; В.о. Нац. банк України, Ун-т банків. справи.  — К. : УБС НБУ, 2008.  — 473 с. ISBN 966-484-030-6
- Смовженко, Тамара Степанівна. Інноваційна діяльність малого і середнього бізнесу: основні засади управління: монографія / Тамара Степанівна Смовженко, Анжела Ярославівна Кузнєцова, Зоряна Костянтинівна Шмігельська; В.о. Нац. банк України, Ун-т банків. справи, НАН України. Ін-т регіон. дослідж.; Ред. О. В. Жданова.  — К. : УБС НБУ, 2010.  — 198 с. ISBN 966-484-064-1
- Смовженко, Тамара Степанівна. Регулювання розвитку інноваційного підприємництва в Україні: фінансовий вимір: монографія / Тамара Степанівна Смовженко, Анжела Ярославівна Кузнєцова, Володимир Євгенович Бербека; В.о. Нац. банк України, Ун-т банків. справи, НАН України. Ін-т регіон. дослідж.; Ред. О. В. Жданова.– К. : УБС НБУ, 2010.  — 190 с. ISBN 966-484-068-9

Публікації видані за кордоном:
- Смовженко Т. С. Форми фінансової підтримки підприємництва // Значення і проблеми зовнішньоекономічних відносин у державах, що трансформуються, з огляду на прямі іноземні інвестиції: Зб. матеріалів Другої міжнародної конференції. — Брауншвейг: Технічний університет, 1999. — С. 56-62.
- Козоріз М. А., Смовженко Т. С. Підприємництво в Україні: етапи і проблеми розвитку // Uwarunkovania spoleczno-ekonomiczne transgranicznych regionow Lwowskiego i podkarpackiego. — Jaroslaw. — 2001. — Nr.1. — С.57-64.
- Smowzenko T., Khmil L.: Mechanizm zarzadzania bankiem korporatywnym w ekonomice przejsciowej // Konferencja naukovo-dydaktuczna «Zarzadzanie operacyjne w firmie/ Perspektywy і doswiadczenia». Zakopane 19-20 wrzesnia 2002 r.
- Смовженко Т. С. Вплив зовнішньоекономічних чинників на становлення та розвиток банківської системи України // Міжн. наук.-практ. конф. «Транскордонне співробітництво в період трансформації економіки». — 18-19 жовтня, 2002. — Ярослав (Республіка Польща)